# Scipione Simoni
Scipione Simoni (Roma, 1853 – Roma, 30 gennaio 1918) è stato un pittore italiano.

## Biografia
Nacque a Roma, in via Panisperna, da Antonio che faceva il barbiere ed era originario di Pratica di mare e da Luisa Fabrizi nata a  Magliano Sabina. Fu ammesso all'Accademia di San Luca a soli 17 anni, ma considerò sempre suo fratello Gustavo il suo vero maestro. Gustavo è stato uno dei dieci fondatori dell'Associazione degli Acquarellisti romani e in questo gruppo ha poi attirato suo fratello minore Scipione. 

### Mostre
Di Scipione Simoni non sono note opere ad olio, ma soltanto acquarelli. Grazie all'aiuto del fratello, ne espose alcuni - tra il 1885 e il 1886  e forse per la prima volta - alla Manchester City Art Gallery. Nel 1890, alla mostra "Città di Roma" presentò l'acquarello I briganti, in costume. Riproduceva angoli caratteristici e stradine di paesi laziali, con donne che filano davanti agli usci o attingono l'acqua con la caratteristica conca di rame, con contadini che guidano l'asino, con galline starnazzanti sul selciato.
Vagabondo per antichi borghi sulle colline - Olevano Romano, Subiaco, Cori, Anticoli Corrado - traeva dalla vita di tutti i giorni di quei luoghi gli spunti per delicate, idealizzate, colorate vedute. A Monaco di Baviera, nel 1892, espose Donne ad Anticoli Corrado e altri piacevoli acquerelli con mercanti di ortaggi. A Dresda, nel 1894, presentò Strada di Cori - dintorni di Roma. Nel 1901 espose a Roma, con gli Amatori e Cultori di belle arti, uno Scorcio di Palestrina, dove si vedeva una donna su una scalinata, con in testa la conca, mentre un'altra donna, accanto ad un uomo che fumava la pipa, era intenta a capare vegetali contenuti in una scifa, un tipico recipiente di legno ricavato da un grosso ramo. Accanto, una gallina beccava gli scarti di verdura.
Nel 1903 Scipione Simoni entrò nel gruppo degli Acquarellisti romani ed espose alle mostre organizzate da questo sodalizio; ma dal 1909 iniziarono a rarefarsi le occasioni di esporre con questa Associazione, per la concorrenza di altri gruppi di artisti che realizzavano opere di taglio più moderno.

### Verismo di maniera
Scipione Simoni rappresentava i costumi colorati delle donne laziali e l'antico tessuto edilizio urbano, con cura minuziosa, soffermandosi in particolare sui selci delle vecchie stradine, sugli archi, sulle pietre e sui mattoni di cui erano fatti i muri, sui gradoni irregolari delle scale. Il suo è un verismo lirico tardo ottocentesco, espresso con scrupolo analitico e descrittivo, ed elevato a simbolo di una umanità semplice, felice ed operosa. Più rara, ma di uguale impatto decorativo, sulle orme del fratello Gustavo che è stato un orientalista di successo, è la sua produzione di scene e di personaggi tratti da un misterioso e sognato Oriente arabo.

### Acquarelli
- Ragazza che aspetta 1878
- Venditrice di cavoli, 1893
- Ceccano, 1893
- Vicolo di Cori, 1894
- Interno di cattedrale, 1895
- Figure sui gradini, 1897
- Scena a Subiaco, 1900
- Scorcio di paese, 1900
- Montecelio, 1902
- Strada di Tivoli, 1908
- Vicolo a Tagliacozzo, 1912
- Arco sotto la torre, 1912